# Platysace commutata
Platysace commutata är en flockblommig växtart som först beskrevs av Porphir Kiril Nicolai Stepanowitsch Turczaninow, och fick sitt nu gällande namn av C.Norman. Platysace commutata ingår i släktet Platysace och familjen flockblommiga växter. Inga underarter finns listade i Catalogue of Life.